# Бурунское

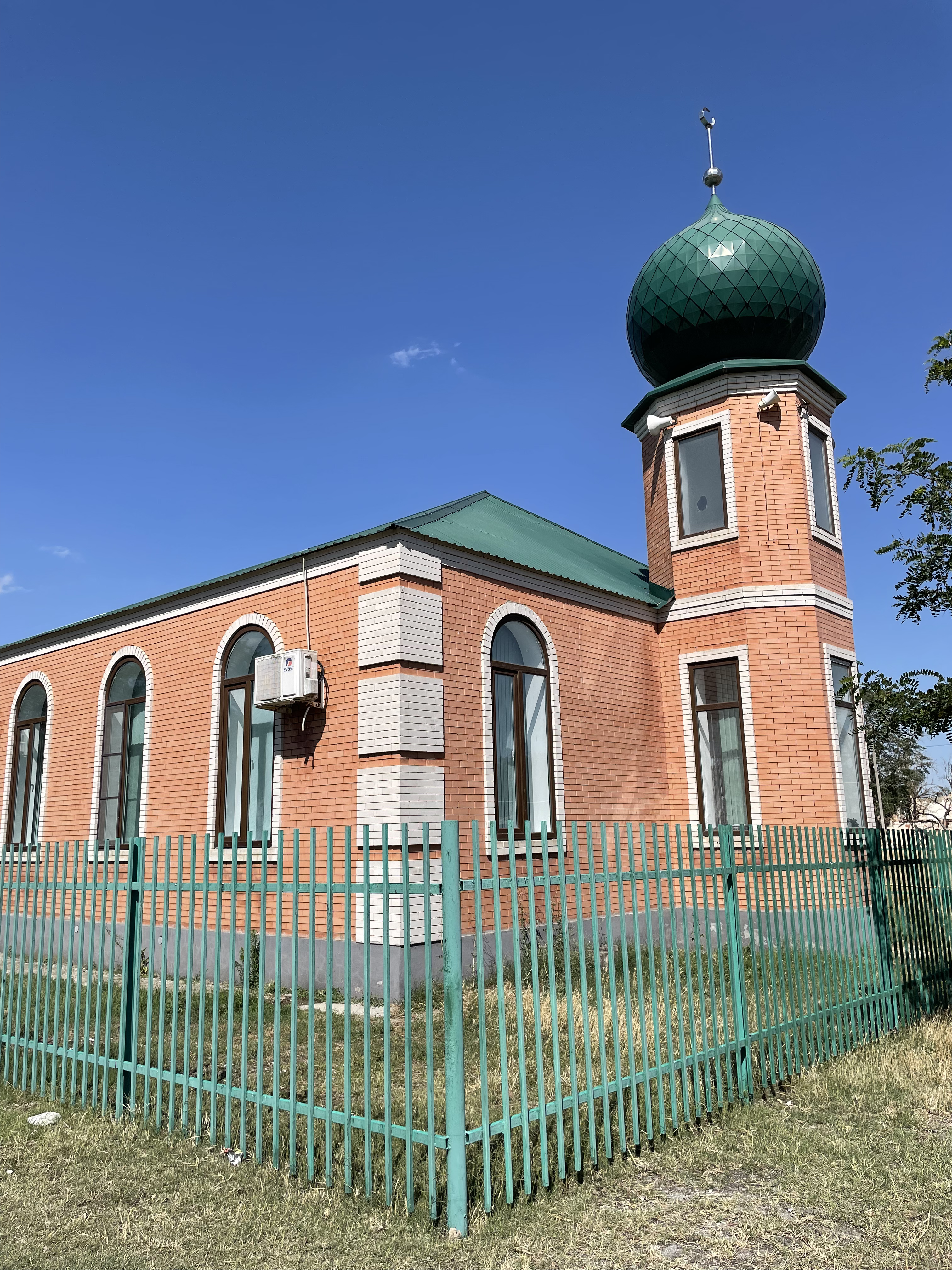
Мечеть в Буруном

Буру́нское — село в Шелковском районе Чеченской Республики. Административный центр Бурунского сельского поселения.

## География
Село расположено на северо-западе от районного центра станицы Шелковской, в пределах государственного биологического заказника «Степной» — особо охраняемой природной территории регионального значения, в границы которой входит Бурунское сельское поселение целиком и значительные участки соседних муниципальных образований на севере Шелковского района.
Ближайшие населённые пункты: на северо-востоке — село Песчаное, на северо-западе — хутор Селиванкин, на юго-востоке — село Зелёное.

## История
В 1977 году Указом Президиума ВС РСФСР посёлок центральной усадьбы госплемовцезавода «Шелковский» переименован в село Бурунское.

## Население
| 1990 | 2002 | 2010 |
| ---- | ---- | ---- |
| 1045 | ↘908 | ↘907 |

Национальный состав
По данным переписи 2002 года, в селе проживало 908 человек (443 мужчины и 465 женщин), 81 % населения составляли чеченцы.
По данным переписи 2010 года:
- чеченцы — 793 чел.,
- ногайцы — 68 чел.,
- русские — 23 чел.,
- кумыки — 20 чел.